# Never Shout Never
Never Shout Never (первоначально — The Shout, затем NeverShoutNever!) — американская инди-группа, основанная в 2007 году в Джоплине, штат Миссури.

## Карьера
Кристофер начал писать музыку под псевдонимом NeverShoutNever! в сентябре 2007 года. Первые песни он опубликовал в интернете на MySpace, где он добился успеха за свой Мини-альбом Yippee! 29 июля 2008. 30 июля 2008, он был приглашён на TRL, где исполнил свой сингл «Bigcitydreams».
Затем он гастролировал с Hellogoodbye и Ace Enders осенью 2008 года.

## Дискография

### Студийные альбомы
- What Is Love? (2010)
- Harmony (2010)
- Time Travel (2011)
- Indigo (2012)
- Sunflower (2013)
- Black Cat (2015)

### Мини-альбомы
- Demo-Shmemo (29 Февраля 2008)
- The Yippee (29 июля 2008)
- Me & My Uke (27 января 2009)
- The Summer (23 июня 2009) US #57[9]
- Never Shout Never (8 декабря 2009)
- Melody EP (29 июля 2010)
- Never Shout Never/The Maine Split EP (21 декабря 2010)

### Синглы
- «Bigcitydreams» (август 2008) US #1[10]
- «30days» (17 ноября 2008)
- «Happy» (3 марта 2009)
- «Trouble» US #5[11]
- «What is Love?»[12]
- «I Love You 5»
- «Can’t Stand It»
- «Coffee and Cigarettes»[13]
- «CheaterCheaterBestFriendEater»
- «Small Town Girl» (14 февраля 2012)